# Cutandia stenostachya
Cutandia stenostachya là một loài thực vật có hoa trong họ Hòa thảo. Loài này được (Boiss.) Stace mô tả khoa học đầu tiên năm 1978.